# Bandelée
Die Bandelée (auch Gandelée genannt) ist ein kleiner Fluss in Frankreich, der im Département Sarthe in der Region Pays de la Loire verläuft. Sie entspringt im Gemeindegebiet von Thoigné, entwässert generell Richtung Südsüdwest und mündet nach rund 15 Kilometern im Gemeindegebiet von Ballon-Saint Mars als rechter Nebenfluss in die Orne Saosnoise.

## Orte am Fluss
(Reihenfolge in Fließrichtung)
- La Buzinière, Gemeinde Thoigné
- Riousse, Gemeinde Courgains
- Dangeul
- Nouans
- Cherreau, Gemeinde Meurcé
- Lucé-sous-Ballon
- La Terre, Gemeinde Ballon-Saint Mars